# Sant Miquel de Molins de Rei
L'església de Sant Miquel es localitza al municipi de Molins de Rei (Baix Llobregat).
La parròquia de Sant Miquel té el seu origen en una primera capella, dedicada ja a l'arcàngel, documentada l'any 1209, poc després de constituir-se el primer nucli de població a Molins de Rei. Era una capella romànica, depenent de Santa Creu d'Olorda, que va ser successivament reformada i ampliada.
Erigida parròquia independent l'any 1824, entre els anys 1850 i 1870 es construeix un nou temple, enderrocat totalment l'any 1936. L'església actual és totalment de nova construcció a partir de l'any 1940 i es troba en la mateixa ubicació que les dues anteriors construccions històriques de l'església.

## Descripció
L'església és formada per tres naus, separades per parelles de dues columnes; la central, més alta, es cobreix amb volta semiel·líptica. És capçada per un absis semicircular al qual s'accedeix per un transsepte amb cúpula sobre el creuer. Té un campanar de gran alçada i, exteriorment, està coberta amb pedra artificial. S'han de destacar els mosaics de l'interior, obra de Santiago Padrós i Elías, els quals recobreixen la conca absidial.

## Història

### Església primigènia
La capella estava situada al mateix lloc que l'església que es va construir al segle xix i que l'actual. D'estil Romànic presentava una nau de 20 metres de llargada i l'absis 4 metres de profunditat.
Els seus orígens daten de l'any 1209, com a capella aixecada pel comte rei Pere el Catòlic, posada sota l'advocació de Sant Miquel Arcàngel, el bisbe Pere, el 7 de juny del mateix any de 1209, va donar llicència per a celebrar. Consta que al costat d'aquesta, hi havia, el cementiri. Aquesta primitiva capella fou ampliada i reformada al segle xvi. Segons la documentació conservada, el 13 de març de 1526 es va encarregar un retaule per l'altar major de l'església de Sant Miquel a Bernat Batlle, mestre imaginer fuster i entallador de fusta, natural de Vilafrancha del Penades. En la visita pastoral del 14 de desembre de 1574, es troba la primera referència d'un retaule situat a l'altar major, al centre del qual figura Sant Miquel de bulto (escultura), segurament feia dues dècades que ja l'hi havien situat, però no se'n feia constar l'existència.

### Segona església
Entre els anys 1850 i 1870, fou, construïda una església nova. D'estil renaixentista i tenia dos campanars de forma quadrangular, un a cada costat de la façana. Feia 36 metres de llarg per 23 d'ample. Estava formada per tres naus; el sostre era de volta i les separacions eren fetes amb pilars.
L'església totalment acabada, excepte ambdós campanars, va ésser beneïda pel bisbe Antoni Palau i Térmens el dia de Sant Miquel de l'any 1860.
L'altar major, d'uns nou metres, estava aixecat quatre graons de la nau central, era de fusta i d'estil renaixentista. En el centre d'aquest hi havia el sagrari gran, en el qual el pintor molinenc Miquel Carbonell va pintar a l'oli un quadre del Sagrat Cor, considerat, artísticament una obra valuosa.
El dilluns 20 de juliol de 1936, va començar l'enderroc d'aquesta segona església (com també la de Sant Bartomeu de la Quadra; la de Santa Creu d'Olorda va ser cremada i malmesa però no s'enderrocà). L'església fou enderrocada pedra a pedra durant els mesos de juliol, agost i setembre del 1936.
Un cop acabada la guerra l'11 de maig de 1939 es va convocar una reunió a l'Ajuntament per tal de constituir un patronat que dugués a terme la construcció d'una nova església.

## L'església actual
El projecte és obra de l'arquitecte municipal Joan Gumà i Cuevas.
La planta de la nau central, juntament amb l'absis, fa 46,50 m de llargària i 11 d'amplària, i té una alçada de 13,5 m. El creuer fa 24,8 m d'amplària per 12 de profunditat; la cúpula de forma hemisfèrica, fa 12 m d'amplada i 7,5 d'alçada; el semicercle de l'absis fa 9,45 m. El campanar arriba als 40 m d'alçada amb un cos de 6,5 x 6,5 m.
L'obra s'inicià l'1 d'octubre de 1940. El 7 de juny de 1942 s'inaugurà de l'església fins al creuer. El desembre de 1943, era col·locada la bandera sobre el cimbori. El 1944 es va emprendre la construcció del presbiteri, la capella del Santíssim la sagristia i el campanar. Finalment el dia de Corpus de 1945 es va procedir a la inauguració de la totalitat del temple (si bé hi faltaven la pavimentació, alguns arrebossats, vitralls, etc.) amb un ofici pontifical celebrat pel bisbe Gregorio Modrego.

### Decoració
La decoració de l'església fou confiada a Santiago Padrós i Elías, qui hi va emprar el procediment de mosaic en petites tessel·les vitrificades. durant la festa Major (29 de setembre) de 1951 ja era completada la decoració de l'altar major.
A la paret superior de l'absis s'hi representa l'arcàngel Sant Miquel. Als seus costats, diverses imatges de figures humanes, algunes corresponents a personatges reals de l'època, representants de l'Església de la terra (a la dreta, sota la imatge del Vaticà) i de l'Església del cel (a l'esquerra, sota la imatge de Jerusalem). A la volta de l'arc hi ha els símbols dels 7 sagraments. També segueix la mateixa decoració la cúpula i els 4 àngels que sembla que la sostinguin.
Santiago Padrós també va fer la decoració de la capella del Santíssim amb el mateix procediment.

### Vitralls
L'arquitecte Gumà, en fer el projecte d'aquesta església, va preveure nou grans vitralls, cada un de 5 m d'alt per 1,25 d'ample, resseguint l'absis de l'altar major, Aquests foren dissenyats i construïts per la vidrieria artística Bonet de Barcelona. En el central hi ha la figura de Crist Rei. A la seva dreta, els evangelistes: Joan, Marc, Lluc i Mateu. A l'esquerra, representant l'Antic Testament: Moisès, Abraham, David i Elies. En una subdivisió de cada vitrall, al peu, hi figuren els respectius símbols.
A la cúpula, hi ha 24 vitralls, cada un de 2 m d'alt per 1 m d'ample. Hi ha representats els patrons de diferents gremis de la vila, que els van pagar, acompanyats de dos àngels a cada costat del sant. En el vitrall central hi ha la Mare de Déu de Montserrat. Iniciant el recorregut per la seva dreta, segueixen St. Honorat, St. Albert el Gran, Sta. Maria Magdalena, St. Jordi, St. Carles Borromeu, St. Cristòfol i St. Eloi. Foren dissenyats i construïts per la casa Granell, de Barcelona.
Els vitralls col·locats al damunt de la porta d'entrada posterior del temple, al costat del presbiteri, tenen al central la figura del Bon Pastor, a la seva dreta la parròquia veïna de Sant Bartomeu de la Quadra i a la seva esquerra la de Santa Creu d'Olorda, església mare de la de Molins de Rei. Van ser dissenyats per Jaume Mercader-Miret (Vilafranca 1914), i obrats a la vidrieria artística Bonet, de Barcelona.
Per la Candelera de 1993 foren instal·lats 3 nous vitralls artístics al parament esquerre del creuer, a la façana de ponent, sobre la capella del Santíssim, també de Jaume Mercader-Miret i obrats en els tallers Bonet, de Barcelona.
Sobre l'entrada principal de l'església, dalt del cor, hi ha els tres vitralls de Santa Cecília, dissenyats per Jaume Mercader-Miret i construïts pels tallers Bonet. Es van inaugurar el dia de Sant Miquel de 2007.
La resta dels vitralls presents en els altars laterals són detallats en fer esment d'aquests.

### La sagristia
Les parets de la sagristia estan decorades al fresc. Són obra del pintor Joan Parés, notable pintor de família molinenca.

### Altars Laterals
La distribució dels altars és de la manera següent, començant des de l'altar major i al costat esquerre des de l'entrada del temple:
Altar de la Mare de Déu del Roser (1959) amb tres vitralls que simbolitzen els tres misteris del Rosari dissenyats i construïts pels tallers Granell.
Altar de Sant Antoni Abat (1953) presenta tres vitralls que es varen construir durant el primer trimestre de 1995, i són d'en Jaume Mercader-Miret. En els laterals hi ha les imatges de St. Antoni M. Claret i Sta. Llúcia.
Altar de Sant Antoni de Pàdua (1947) En els laterals hi ha les imatges de St. Josep Oriol i St. Vicenç de Paül. Hi ha els tres vitralls amb la decoració apropiada, que van ésser dissenyats per Ramon Rogent i Parés i construïts per la vidrieria artística Bonet.
L'últim altar que està al costat de la sortida lateral del temple, és el que es va instal·lar a la sala d'actes de la Joventut Catòlica quan es va utilitzar com església provisional acabada la guerra.
Al costat dret, al creuer, hi ha l'Altar de la Puríssima, amb tres magnífics vitralls, els més grans del temple, dissenyats per Jaume Mercader-Miret i obrats en els tallers Bonet, de Barcelona. Foren inaugurats el dia da Sant Miquel de l'any 2000. Representen la cita del llibre de l'Apocalipsi (capítol 12, verset 1).
Altar de la Sagrada Família, amb tres vitralls que simbolitzen l'Esperit Sant i escenes de la Sagrada Família; són obra dels tallers Granell.
Altar de Sant Isidre, amb tres vitralls amb escenes de la vida del sant, també són dels tallers Granell.
Altar de la Mare de Déu de Montserrat (1996) amb tres vitralls, dissenyats per Ramon Rogent i Parés i construïts per la vidrieria artística Bonet.
Altar del Sant Crist i de la Mare de Déu del Dolors,que queda en el cos de l'edifici que té més profunditat, al costat dret de l'entrada del temple.